# سوء المعتقد (وجودية)
في الوجودية، سوء المعتقد (بالفرنسية: mauvaise foi) هي ظاهرة نفسية يتصرف بموجبها الأفراد بشكل غير أصيل، من خلال الاستسلام للضغوط الخارجية للمجتمع لتبني قيم زائفة والتبرأ من حريتهم الفطرية كبشر واعين. ينشأ سوء المعتقد أيضًا من المفاهيم ذات الصلة بخداع الذات والشعور بالامتعاض.